# Alfa Romeo GTV/Spider (916)

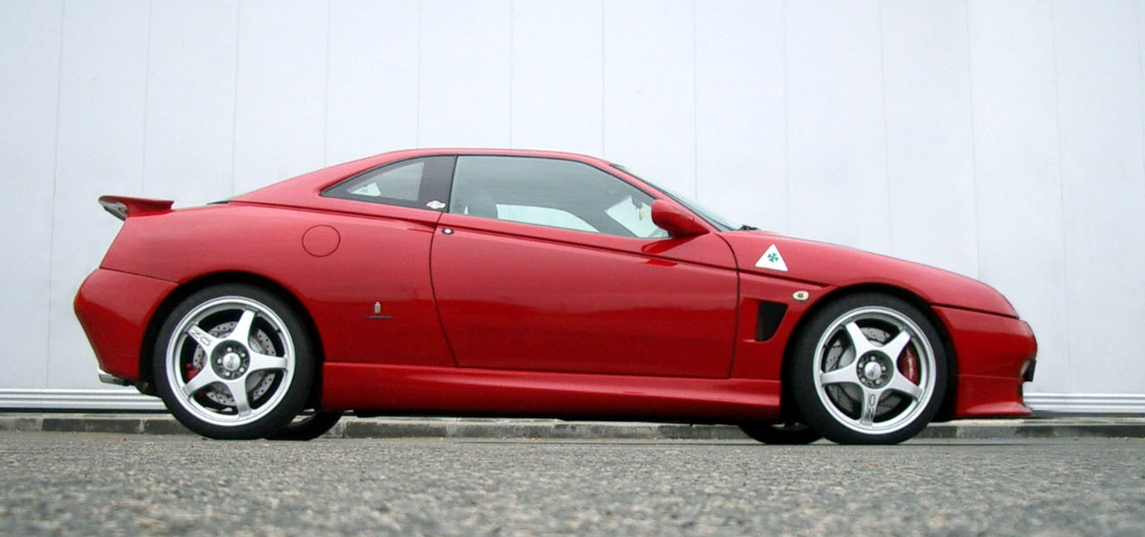
Alfa Romeo GTV

El Alfa Romeo GTV (Gran Turismo Veloce) es un automóvil producido por el fabricante italiano Alfa Romeo de 1994 a 2004. El GTV es un cupé 2+2, siendo el Spider esencialmente un dos plazas descapotable de la versión GTV. Los asientos traseros pueden ser opcionalmente eliminados.

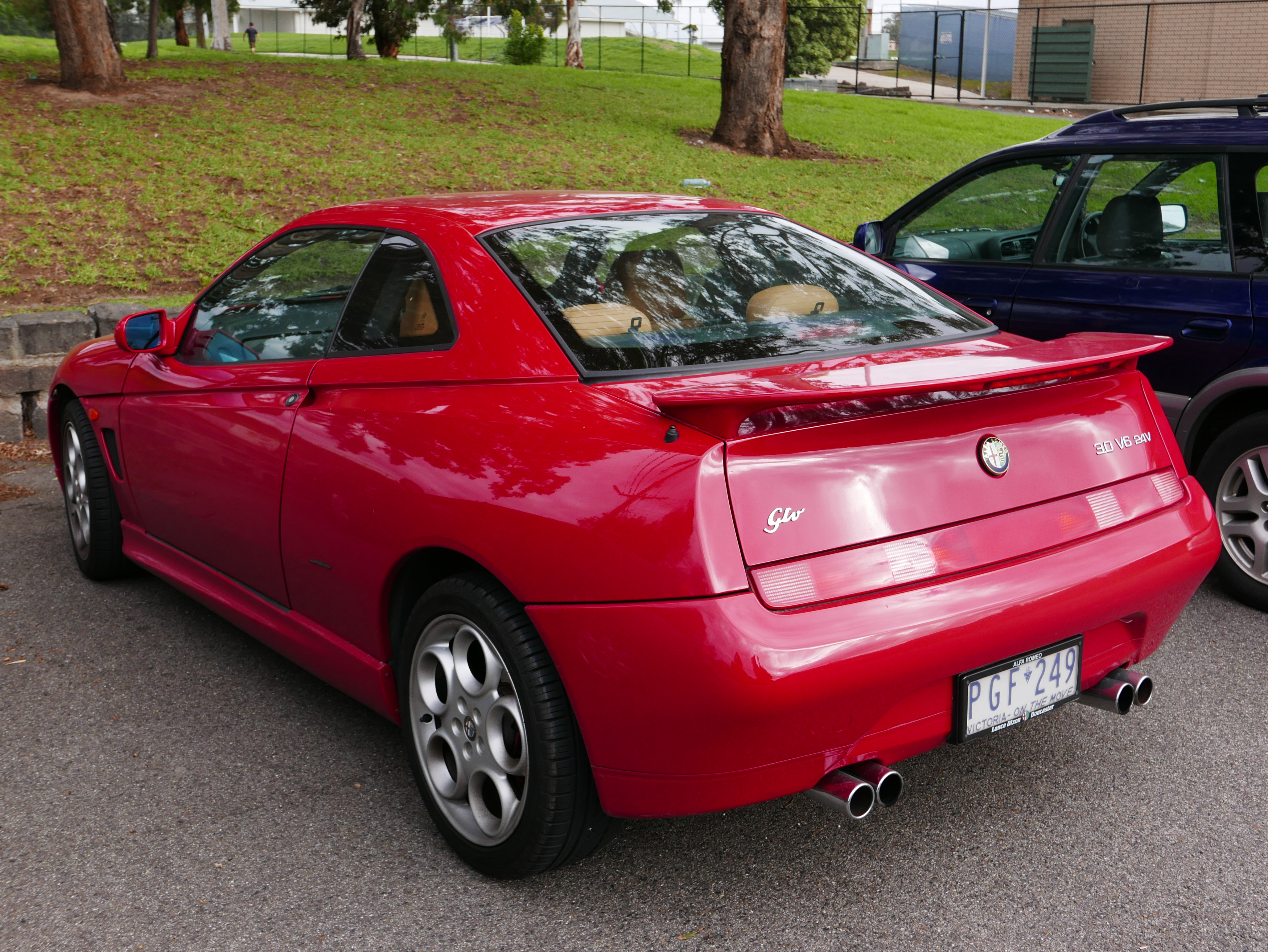

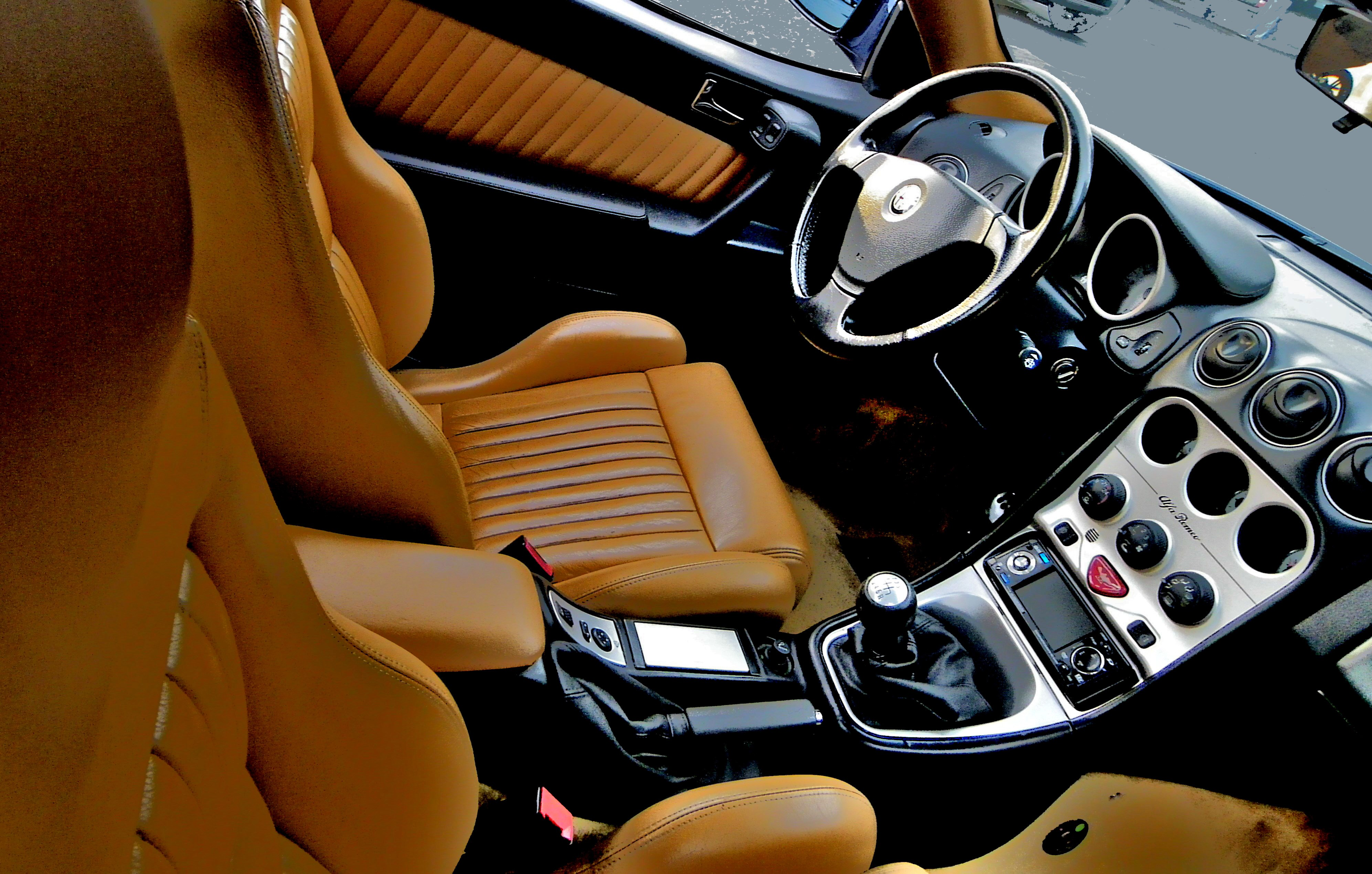
interior de una Gtv V6 Turbo Lusso (segunda serie)

Se presentó en el Salón de Ginebra en marzo de 1995 y la producción ha seguido hasta el 2006 tras tres principales restylings. El nombre GTV se puso como sucesora del cupé Alfa Romeo Alfetta.
En Argentina el original "Alfetta" fue conocido en los '80 por sus logros en Turismo Nacional, obteniendo dos títulos de clase "3" en manos de Jorge Maggi. Otros pilotos que compitieron con el modelo fueron Ernesto Bessone (padre), Eugenio Breard, "Cacho Perales" y Jorge Rizzuto Mugica, quien destruyó totalmente su máquina en 1983 en Buenos Aires, en clasificación, y no pudo competir.

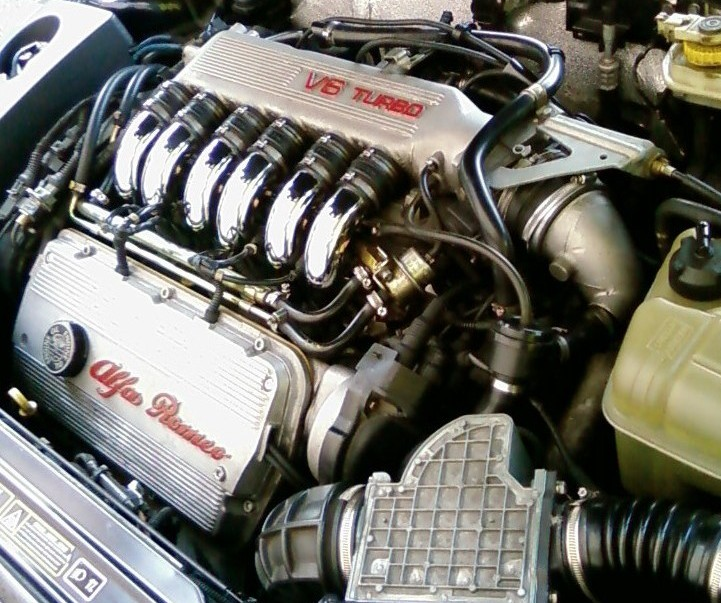
Motor de un Gtv V6 Turbo 1999

## Modelos
En la tabla, las prestaciones están presentadas con neumáticos base, 2 personas + 20Kg, tanque lleno a 2/3 y gasolina 95. En la tabla, las velocidades máximas están presentadas también con kit aerodinámico. Anteriormente a 1999 este accesorio no estaba disponible.

Aunque algún modelo llega a superar un 3.0 v6 el modelo más potente es el 2.0 v6 turbo en su primera fase conocida como (916) De las cuales unas unidades muy limitadas salieron en lugar de con 202 c.v de potencia fueron equipados con 248 c.v los cuales provienen de un turbocompresor mayor al de los distintos modelos equipando en su lugar un Garrert M-10 de Fabricación Italiana similar al de los Ferraris más potentes de la época, lo cual sumado a su motor v6 de 2 litros transversal genera una potencia una fuerza-g increíble.
| Modelo                                        | Disponibilidad | Motor                 | C.C.      | Potencia                                  | Par                | 0-100 km/h (segundos) | 0-1000 metros (segundos) | Velocidad máx version base (km/h) | Velocidad máx con aerokit (km/h) | Peso kg |
| 1.8 T.S. 16V                                  | 1999-2001      | 4 cilindros en línea  | 1.747 cm³ | 144 CV @6.500 rpm                         | 172 N·m @3.500 rpm | 9,2                   | 30.5                     | 210                               | 215                              | 1350    |
| 2.0 T.S. 16V                                  | 1995-1998      | 4 cilindros en línea  | 1.970 cm³ | 150 CV @6.400 rpm                         | 187 N·m @3.500 rpm | 8,4                   | 29.8                     | 215                               | n.d.                             | 1360    |
| 2.0 T.S. 16V L                                | 1998-2005      | 4 cilindros en línea  | 1.970 cm³ | 155 CV @6.400 rpm                         | 187 N·m @3.500 rpm | 8,5                   | 29.6                     | 216                               | 221                              | 1370    |
| 2.0 T.S. 16V Cup (IT)                         | 2001           | 4 cilindros en línea  | 1.970 cm³ | 155 CV @6.400 rpm                         | 187 N·m @3.500 rpm | 8,4                   | 29.4                     | 221                               | 221                              | 1380    |
| 2.0 JTS                                       | 2003-2006      | 4 cilindros en línea  | 1.970 cm³ | 165 CV @ 6.400 rpm                        | 206 N·m @3.250 rpm | 8,4                   | 29.2                     | 220                               | n.d                              | 1370    |
| 2.0 V6 TB                                     | 1995-1998      | 6 cilindros a V turbo | 1996 cm³  | 201 CV, (230 CV con overboost) @6.000 rpm | 285 N·m @2.400 rpm | 7,2                   | 27.2                     | 235                               | n.d.                             | 1430    |
| 2.0 V6 TB L                                   | 1998-2001      | 6 cilindros a V turbo | 1996 cm³  | 205 CV (<230 CV con overboost) @6.000 rpm | 285 N·m @2.400 rpm | 7,0                   | 26.9                     | 240                               | 248                              | 1430    |
| 3.0 V6 24V 5m                                 | 1997-1998      | 6 cilindros a V       | 2.959 cm³ | 220 CV @6.300 rpm                         | 271 N·m @5.000 rpm | 6,7                   | 26.8                     | 240                               | n.d.                             | 1415    |
| 3.0 V6 24V 6m                                 | 1998-2000      | 6 cilindros a V       | 2.959 cm³ | 220 CV @6.300 rpm                         | 270 N·m @5.000 rpm | 6,7                   | 26.8                     | 240                               | 250                              | 1415    |
| 3.0 V6 24V 6m                                 | 2000-2003      | 6 cilindros a V       | 2.959 cm³ | 218 CV @6.300 rpm                         | 270 N·m @5.000 rpm | 6,8                   | 26.8                     | 238                               | 248                              | 1415    |
| 3.0 V6 24V 6m Cup                             | 2001           | 6 cilindros a V       | 2.959 cm³ | 218 CV @6.300 rpm                         | 270 N·m @5.000 rpm | 6,8                   | 26.7                     | 250                               | 250                              | 1420    |
| 3.2 V6 24V                                    | 2003-2006      | 6 cilindros a V       | 3.179 cm³ | 240 CV @6.200 rpm                         | 289 N·m @4.800 rpm | 6,3                   | 25.8                     | 255                               | 255                              | 1445    |
| Cup campionato monomarca omologabile stradale | 1999-2001      | 6 cilindros a V       | 2.959 cm³ | 168 kW (230 CV) @6.900 rpm                | 285 N·m @5.300 rpm | 5,4                   | 23.2                     | < 260                             | < 260                            | 1215    |

## GTV Spider
Desde 1995 a 2006 el GTV estuvo disponible en versión roadster y fue comercializado con la denominación Alfa Romeo Spider.